# Obóz jeniecki w Görlitz (1914–1919)
Obóz jeniecki w Görlitz (1914–1919) – niemiecki obóz jeniecki w Görlitz z okresu I wojny światowej.
W pierwszej fazie wojny w obozie, który składał się głównie z namiotów i ziemianek przebywało ok. 15 tys. jeńców rosyjskich oraz kilkudziesięciu Brytyjczyków i Francuzów. W 1915 roku obóz gruntownie zmodernizowano: wybudowano baraki, doprowadzono wodę i elektryczność. Od września 1916 roku do stycznia 1919 obóz przeznaczono dla greckiego IV Korpusu Armijnego. Dlatego później nazywano go nie obozem jenieckim, lecz greckim (niem. Griechenlager).

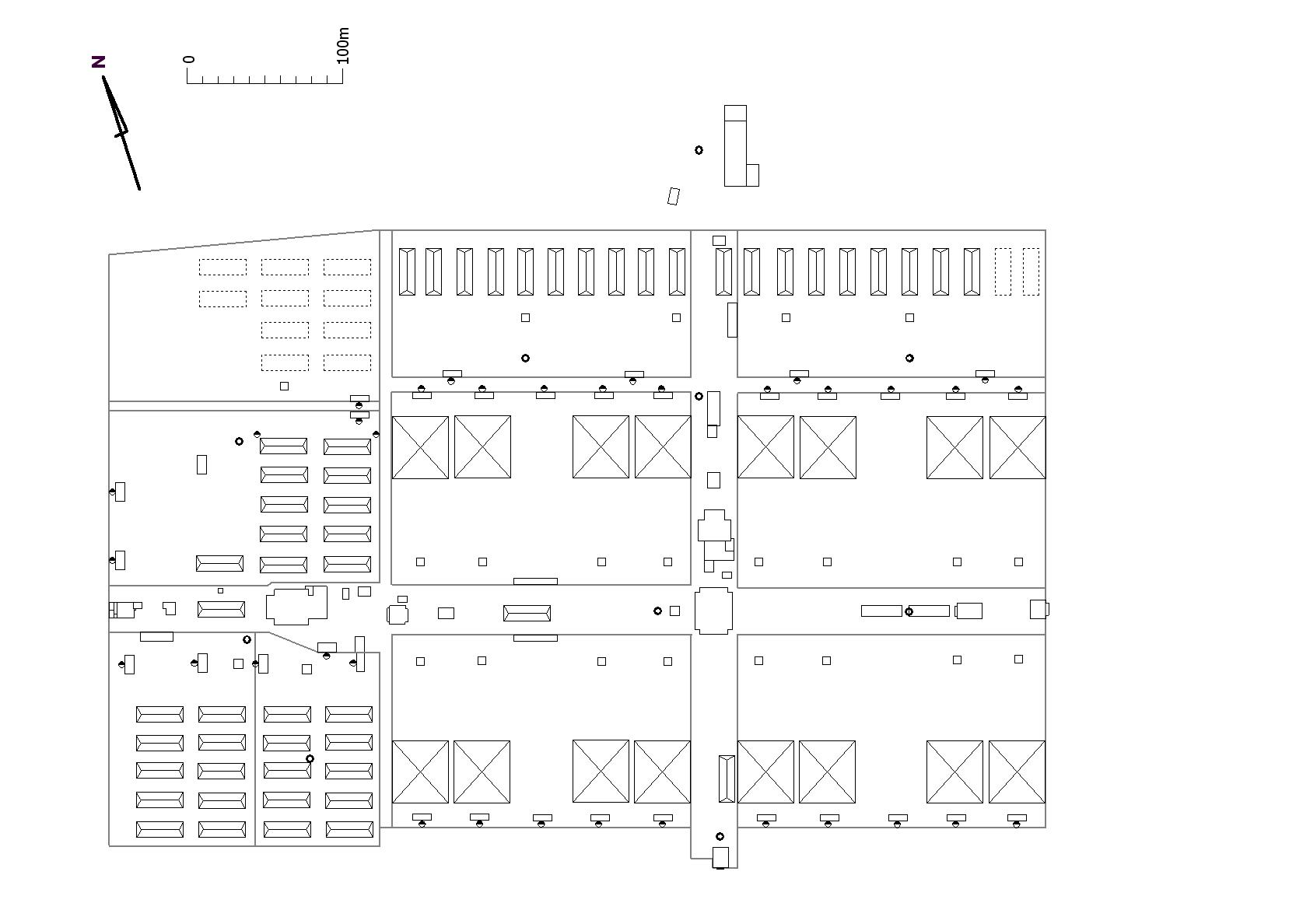
Schematyczny plan obozu

## Położenie
Obóz znajdował się w prawobrzeżnej części miasta (dzisiaj Zgorzelec). Składał się z czterech podobozów a każdy z umieszczonych tam podwójnych baraków mógł przyjąć około 500 osób. W późniejszym czasie wybudowano Oddział V, VI i VII, które zawierały odpowiednio  20, 21 i 20 mniejszych baraków  obliczonych na 100 do 125 więźniów każdy. Obóz Zajmował powierzchnię ok. 25 ha.

## Warunki bytowe

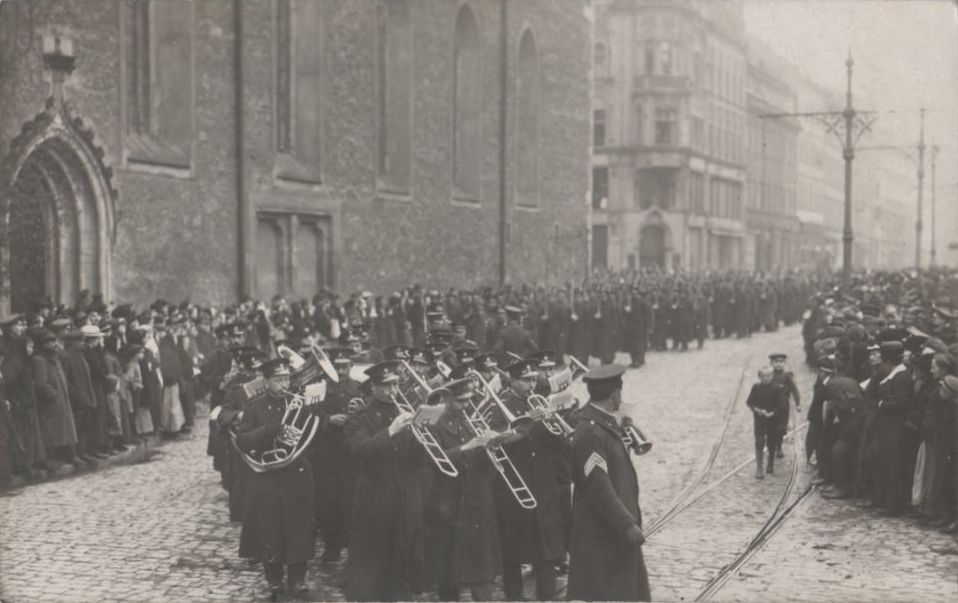
Pogrzeb pułkownika Chatzopoulosa. 1918 r.

Podczas pobytu jeńców rosyjskich warunki w obozie były trudne.

Fragment opisu z lokalnej prasy z września 1915 r.: 

Kto przed rokiem, kiedy to jeszcze zbliżanie się do obozu nie było tak surowo zakazane jak dzisiaj, z ciekawością spoglądał przez druty i widział Rosjan w brudnych mundurach skulonych w ziemiankach albo po dwóch lub trzech wyłapujących sobie nawzajem wszy nieźle by się zdziwił gdyby zajrzał tam dzisiaj. (...) Na pewno jako arystokracja obozowa czują się tu Anglicy, ponieważ każdy z nich dostaje w paczkach z kraju więcej niż wszyscy jeńcy rosyjscy razem wzięci. Aczkolwiek jest ich tylko trzydziestu.

Przed zakwaterowaniem Greków wszystkich dotychczasowych jeńców przewieziono do innych obozów. Przeprowadzono renowację całego obozu. Warunki bytowe zmieniły się diametralnie. Liczba więźniów spadła z 15 tys. do nieco ponad 6000 (oficerowie greccy mieszkali poza obozem w wynajętych mieszkaniach lub hotelach).  Obóz dysponował własną komendanturą, a cały kompleks posiadał między innymi: 

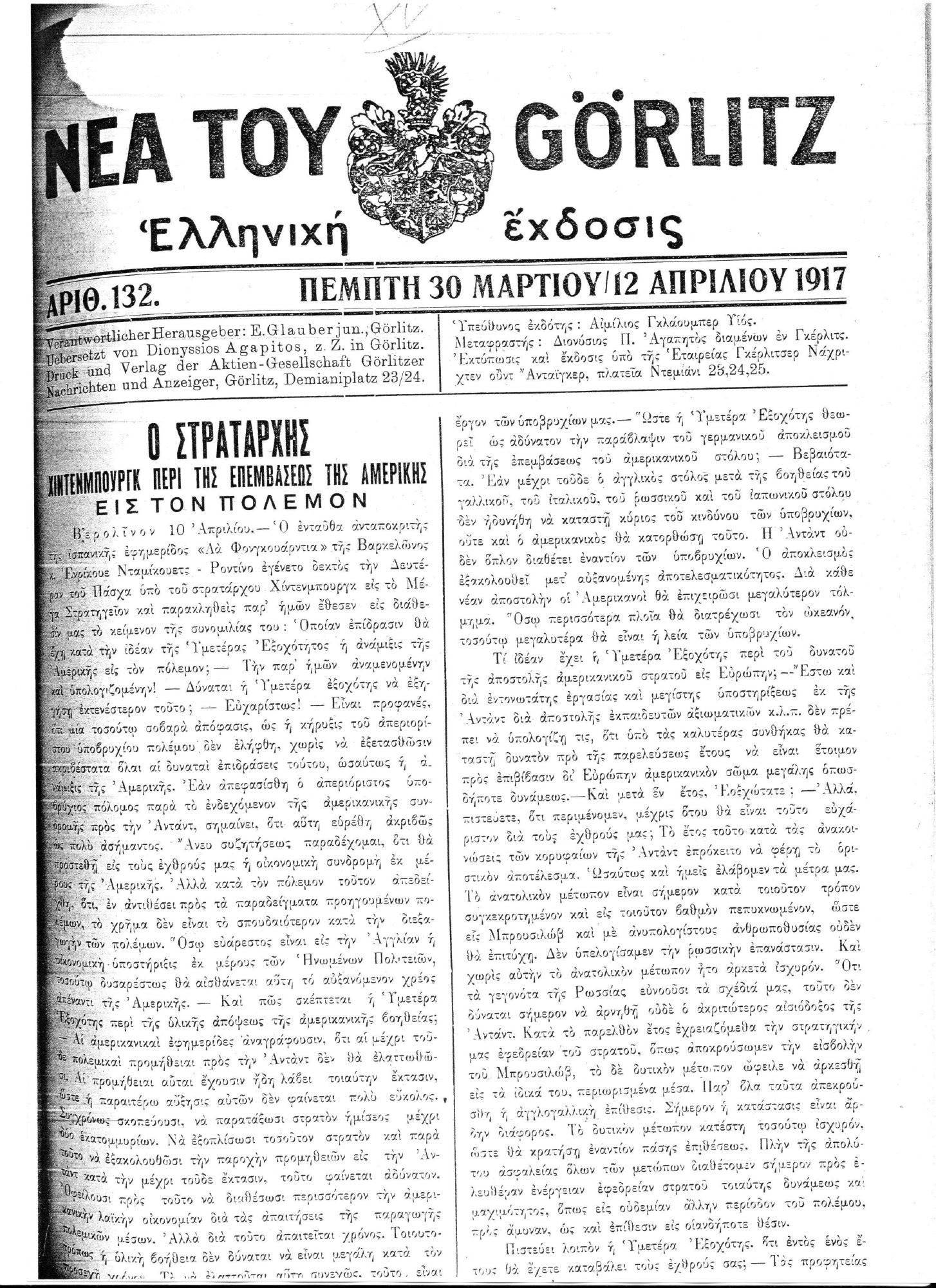
Strona tytułowa gazetki obozowej NEA TOY nr 132 z 30 marca/12 kwietnia 1917 rokuKAL_JUL

- dużą kuchnie z 42 kotłami, z własną masarnią i magazynami
- dwa duże oddziały dezynfekcyjne (do kąpieli, odwszawiania i dezynfekcji)
- dobrze wyposażoną pralnie
- jeden z małych baraków przerobiony został na cerkiew by umożliwić odprawianie nabożeństw przez duchownych prawosławnych (wyznawcy innych wyznań i religii mogli korzystać z kościołów w Görlitz)
- areszt przerobiony z jednego z małych baraków przez okratowanie okien drutem kolczastym
- specjalną kantynę z produktami reglamentowanymi i niereglamentowanymi po minimalnych cenach
- obozową straż pożarną przeszkoloną przez miejską straż pożarną z Görlitz
- latryny zlokalizowane poza barakami w miejscach dobrze dostępnych.

W obozie wydawana była codzienna gazeta w języku greckim.

## Przyczyny internowania IV korpusu

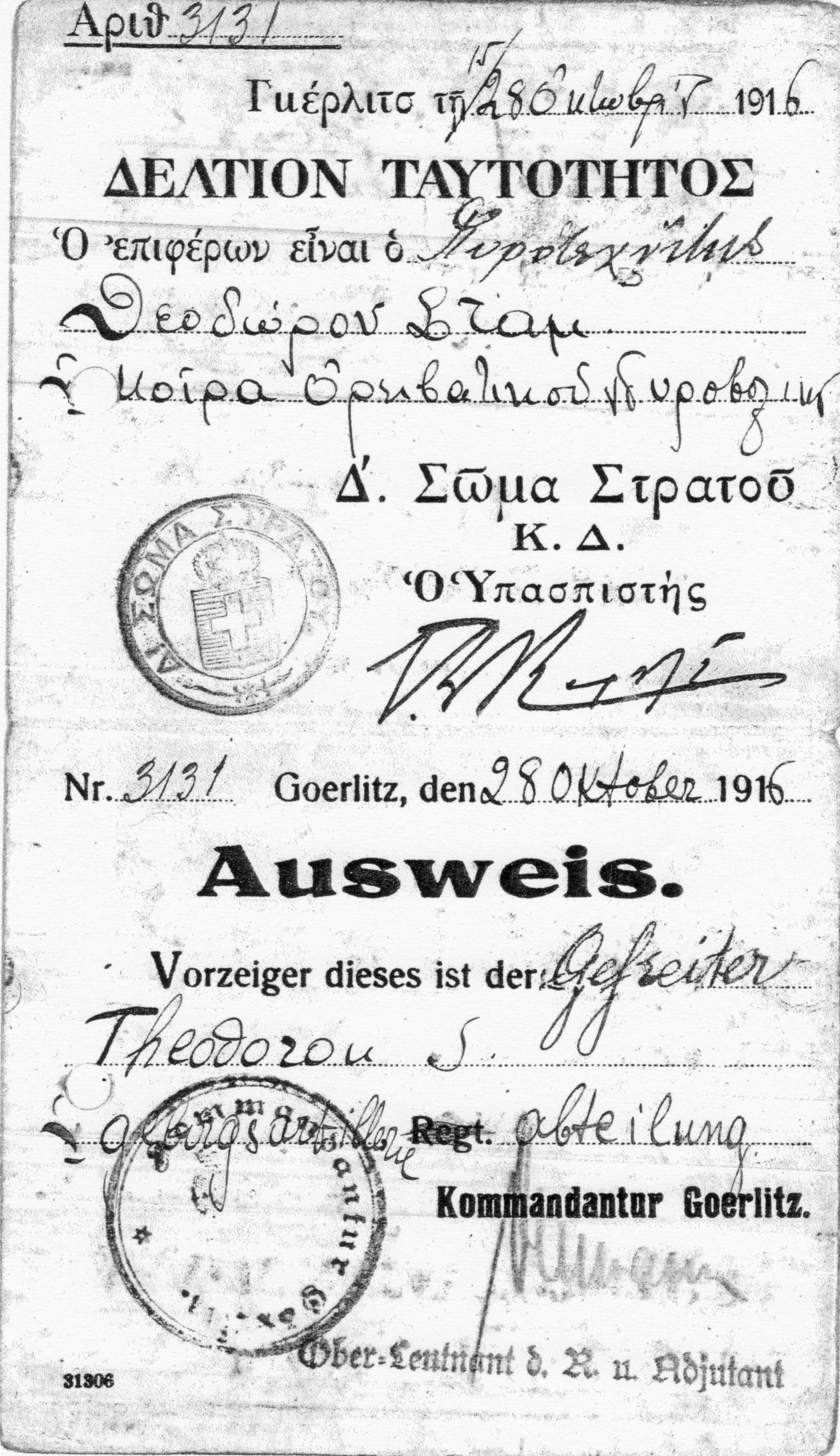
Dwujęzyczny obozowy dokument tożsamości wystawiony 15/28 października 1916 roku

Grecja od początku I wojny światowej starała się zachować neutralność. Nie było to zadaniem łatwym, zwłaszcza po przystąpieniu Turcji i Bułgarii do bloku państw centralnych oraz po udostępnieniu przez Grecję jej terytorium państwom Ententy do działań wypadowych na Turcję czy Bułgarię. Bułgaria chcąc uchronić się przed atakami aliantów z terytorium wciąż neutralnego państwa wiosną 1916 roku zajęła strategiczne punkty wewnątrz Grecji. W sierpniu bułgarskie wojska wkroczyły do Macedonii, gdzie stacjonował IV korpus i, pod pretekstem zajęcia strategicznych celów, rozpoczęły natarcie na forty w Seres, Dramie i Kawali. Umocnienia i uzbrojenie macedońskich fortyfikacji nie pozwalało na skuteczną obronę zwłaszcza, że alianci stacjonujący w Salonikach odcięli łączność i dostawy żywności dla tam znajdującej się armii greckiej by wymusić na oddziałach wiernych królowi przejście na stronę premiera Wenizelosa sprzyjającego państwom Ententy. Po próbach kontaktu z dowództwem w Atenach dowodzący IV korpusem pułkownik Chadzopulos zdecydował się na przewiezienie kompletnego wraz z uzbrojeniem korpusu do Niemiec jako „gości Rzeszy Niemieckiej”. Dziesięcioma pociągami przetransportowano ok. 6500 żołnierzy wraz z 93 żonami oficerów i pięciorgiem dzieci do Görlitz w Niemczech.

## Komisja Fonograficzna
Jednym z celów Królewsko-Pruskiej Komisji Fonograficznej pod kierownictwem Wilhelma Doegena było uwiecznienie na płytach dźwięków, śpiewów i dialektów z różnych krajów. By nie transportować delikatnego i cennego sprzętu po całym świecie postanowiono do tego celu wykorzystać obozy jenieckie, w których znajdowali się żołnierze praktycznie ze wszystkich kontynentów. By uwiecznić język grecki Komisja Fonograficzna przybyła do Görlitz. Między 12 a 17 czerwca 1917 roku nagrano 70 płyt szelakowych i 70 walców woskowych z Grecką muzyką i sztuką oratorską. Nagranie oznaczone numerem PK1004 jest prawdopodobnie pierwszym w świecie nagraniem tradycyjnego greckiego instrumentu buzuki.

## Likwidacja obozu
W styczniu 1919 roku rozpoczęto rozmowy o likwidacji obozu. Były ogromne trudności ze zorganizowaniem transportu, który prawie w całości zaangażowany został do ewakuacji wojsk niemieckich, dlatego wielu Greków na własną rękę organizowało sobie powrót. Jednak powracający do kraju Grecy zostali przyjęci wrogo, wielu oficerów postawiono przed sądem wojskowym, wielu skazano na śmierć za zdradę ojczyzny, innych zesłano na Kretę, by niebawem ich zwolnić tylko po to, by wysłać na pierwszą linię frontu wojny z Turcją.

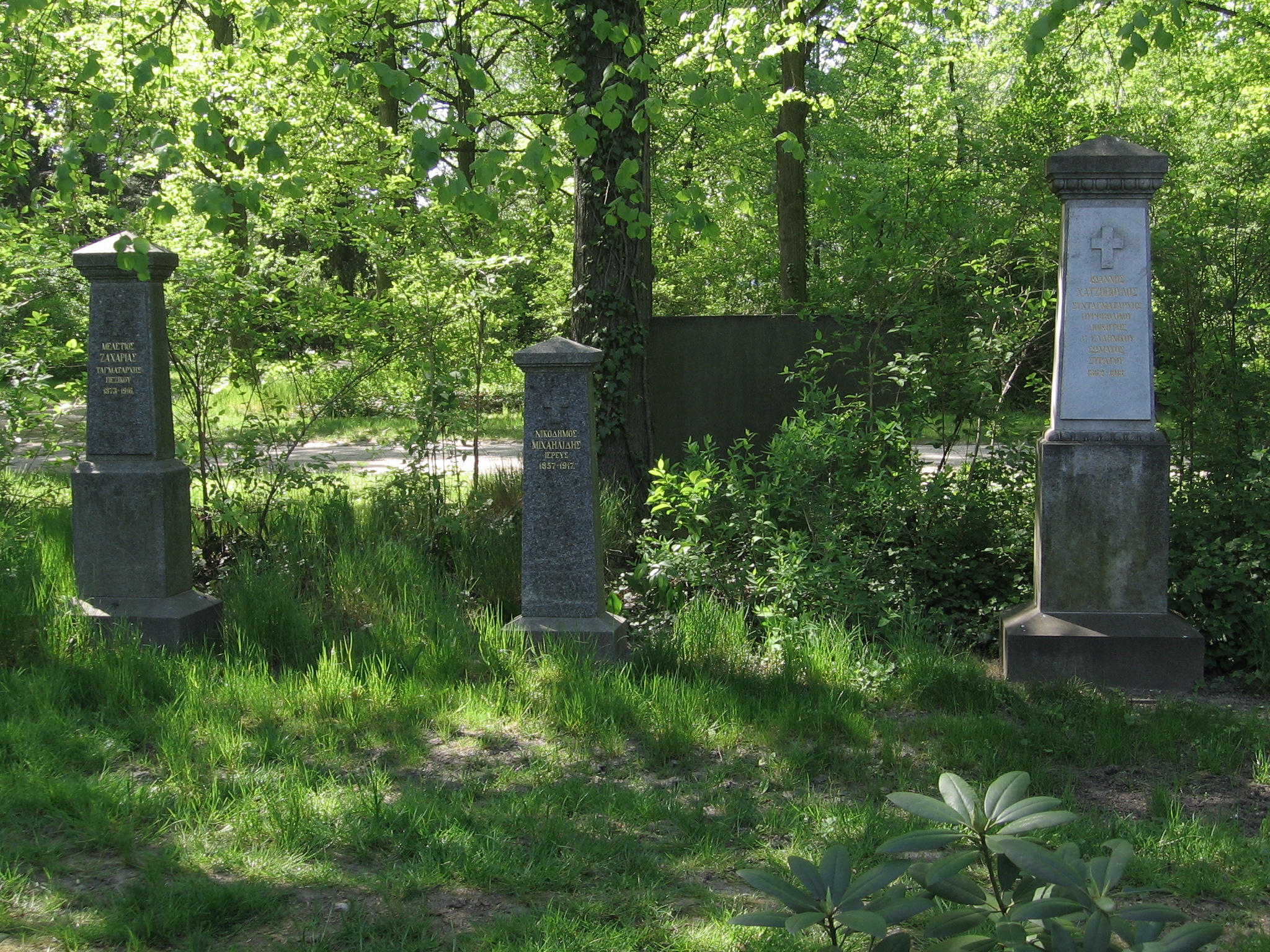
Groby greckich żołnierzy na cmentarzu w Görlitz (po prawej nagrobek płk. Johannesa Chatzopoulosa)

## Po wojnie
Po wojnie ponad 200 Greków pozostało w Görlitz i osiedliło się w mieście na stałe.
W roku 2006 Konstantinos Toubekis nakręcił film o nagraniach dokonanych przez Komisję Fonograficzną na terenie obozu pt. Görlitz, die Griechen und die geheime Kommission (pol.: „Görlitz, Grecy i tajna komisja”).
8 lipca 2016 w parku im. Paderewskiego w Zgorzelcu odsłonięto pamiątkowy obelisk z okazji setnej rocznicy przybycia Greków do obozu.